# 보령 정씨
보령 정씨(保寧鄭氏)는 충청남도 보령시를 본관으로 하는 한국의 성씨이다. 시조는 조선에서 병과(丙科)에 급제한 정형서(鄭衡瑞)이다.

## 참고 자료
- “보령정씨(保寧鄭氏)”. 뿌리를 찾아서.[깨진 링크(과거 내용 찾기)]